# Río Conambo
Río Conambo är ett vattendrag i Ecuador.   Det ligger i provinsen Pastaza, i den östra delen av landet, 300 km sydost om huvudstaden Quito.